# Weichang

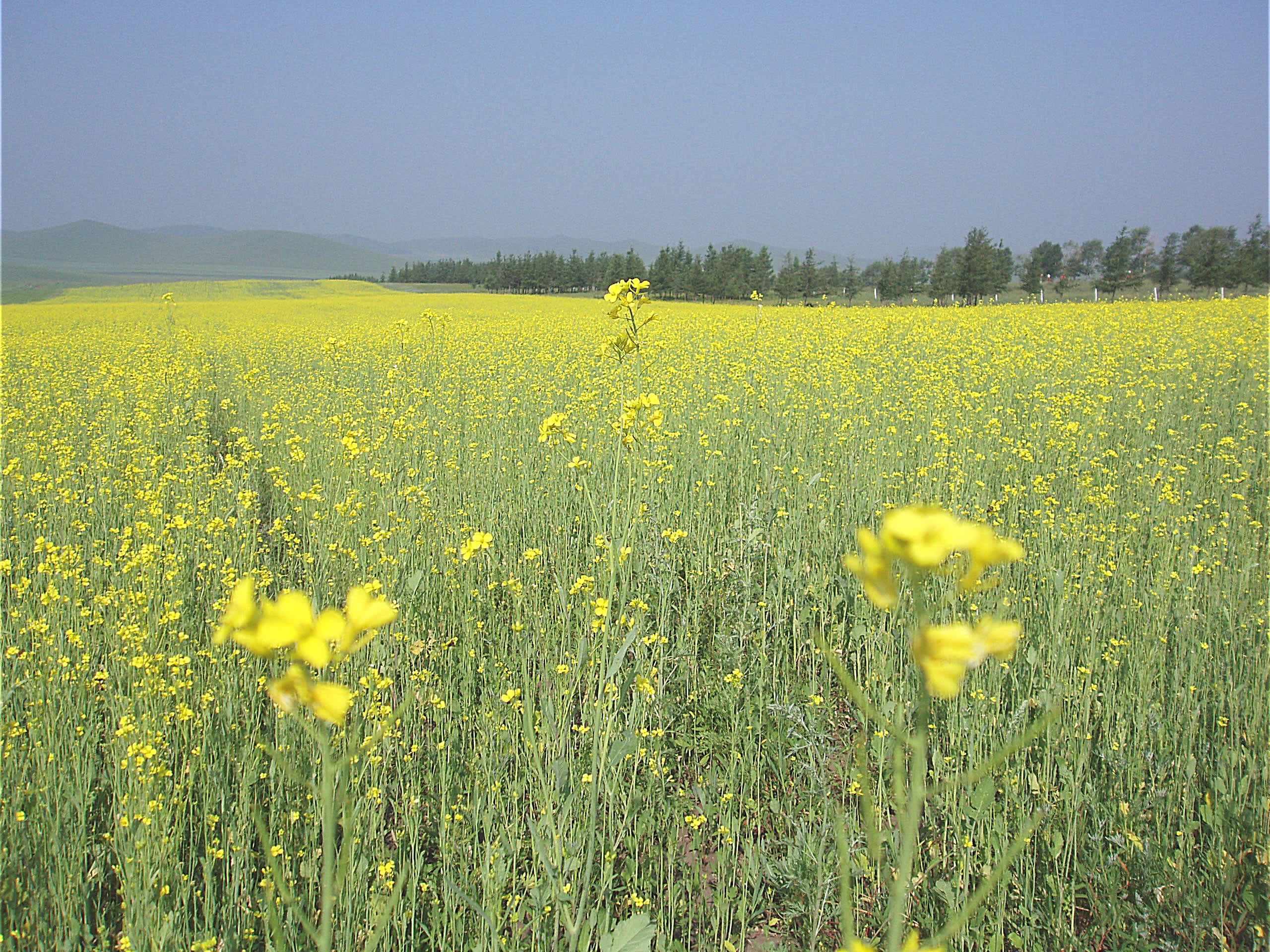
Im Nationalpark Saihanba

Der Autonome Kreis Weichang der Manju und Mongolen (围场满族蒙古族自治县,  Wéichǎng Mǎnzú Měnggǔzú zìzhìxiàn, mandschurisch ᠸᡝᡳᠴᠠᠩ
ᠮᠠᠨᠵᡠ
ᠮᠣᠩᡤᠣ
ᠪᡝᠶᡝ
ᡩᠠᠰᠠᠩᡤᠠ
ᠰᡳᠶᠠᠨ, Weicang Manju Monggo Beye Dasangga Siyan) ist ein autonomer Kreis der Manju und Mongolen in der chinesischen Provinz Hebei. Er gehört zum Verwaltungsgebiet der bezirksfreien Stadt Chengde. Weichang hat eine Fläche von 9.018 km² und zählt 421.400 Einwohner (Stand: Zensus 2010). Sein Hauptort ist die Großgemeinde Weichang (围场镇).